# Saulxures-sur-Moselotte
Saulxures-sur-Moselotte ([solˈsyʁ syʁ mozɛˈlɔt] , deutsch: Holenbach) an der Moselotte ist eine französische Gemeinde mit 2537 Einwohnern (Stand: 1. Januar 2022) im Département Vosges in der Region Grand Est (bis 2015 Lothringen). Sie gehört zum Arrondissement Épinal (bis 2024 Saint-Dié-des-Vosges) und ist Mitglied im Gemeindeverband Communauté de communes des Hautes Vosges. Die Bewohner werden Saulxurons und Saulxuronnes genannt.
Die Gemeinde erhielt 2024 die Auszeichnung „Drei Blumen“, die vom Conseil national des villes et villages fleuris (CNVVF) im Rahmen des jährlichen Wettbewerbs der blumengeschmückten Städte und Dörfer verliehen wird.

## Geografie
Saulxures-sur-Moselotte liegt in den südlichen Vogesen, im Regionalen Naturpark Ballons des Vosges. Die durchschnittliche Höhe über dem Meeresspiegel liegt bei 464 Metern, der höchste Punkt des 31,87 km² umfassenden Gemeindegebietes bei 1005 m. Im Westen des Gemeindegebiets befindet sich der Lac de Moselotte, ein künstliches Gewässer, das eine Erholungs- und Freizeitzone ist.
Nachbargemeinden von Saulxures-sur-Moselotte sind Basse-sur-le-Rupt im Norden, Cornimont im Osten, Le Ménil und Ramonchamp im Süden, Ferdrupt und Rupt-sur-Moselle im Süden sowie Thiéfosse im Westen.

## Bevölkerungsentwicklung
| Jahr      | 1962 | 1968 | 1975' | 1982 | 1990 | 1999 | 2007 | 2016 |
| --------- | ---- | ---- | ----- | ---- | ---- | ---- | ---- | ---- |
| Einwohner | 3887 | 3928 | 3794  | 3423 | 3211 | 3070 | 2830 | 2636 |

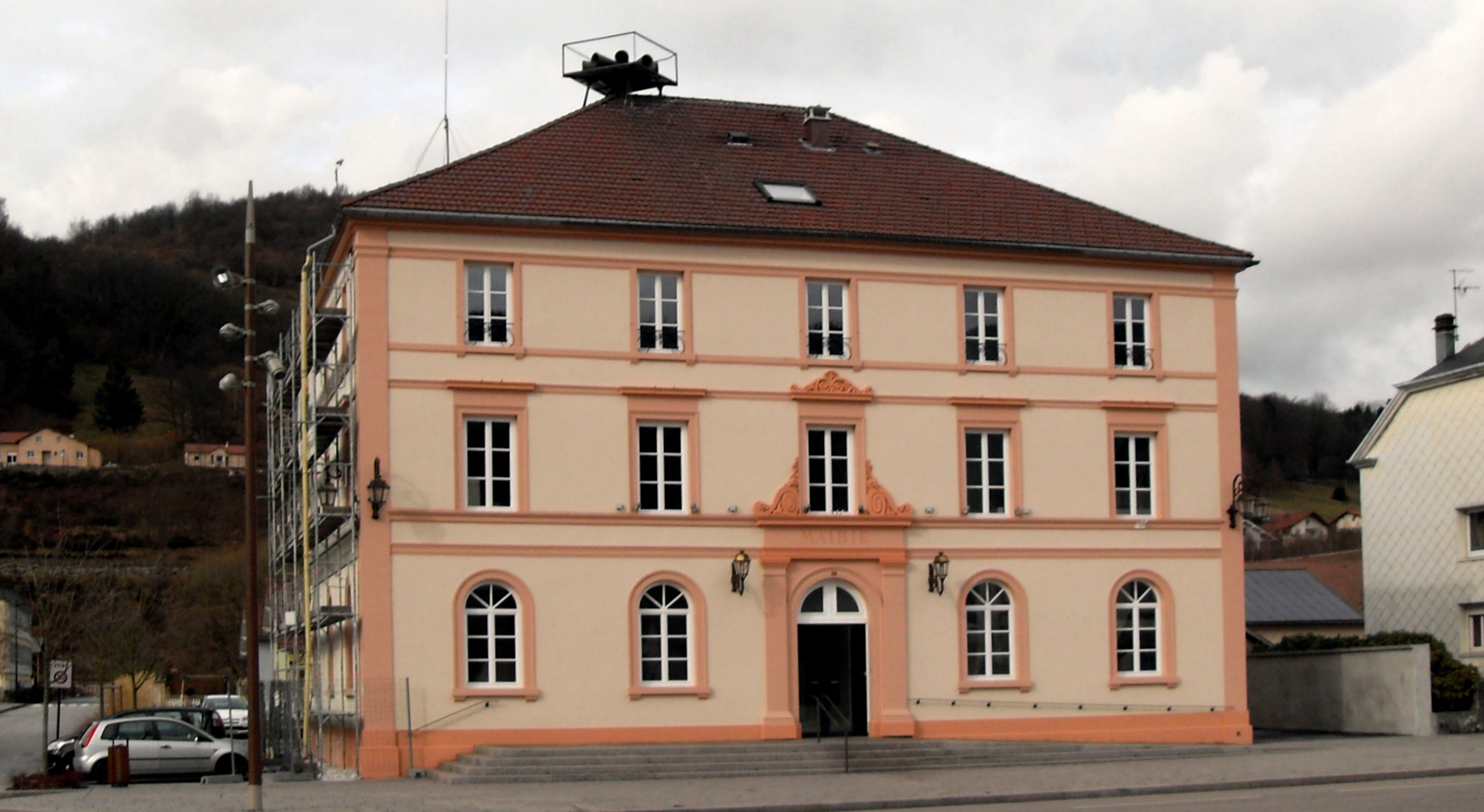
Mairie Saulxures
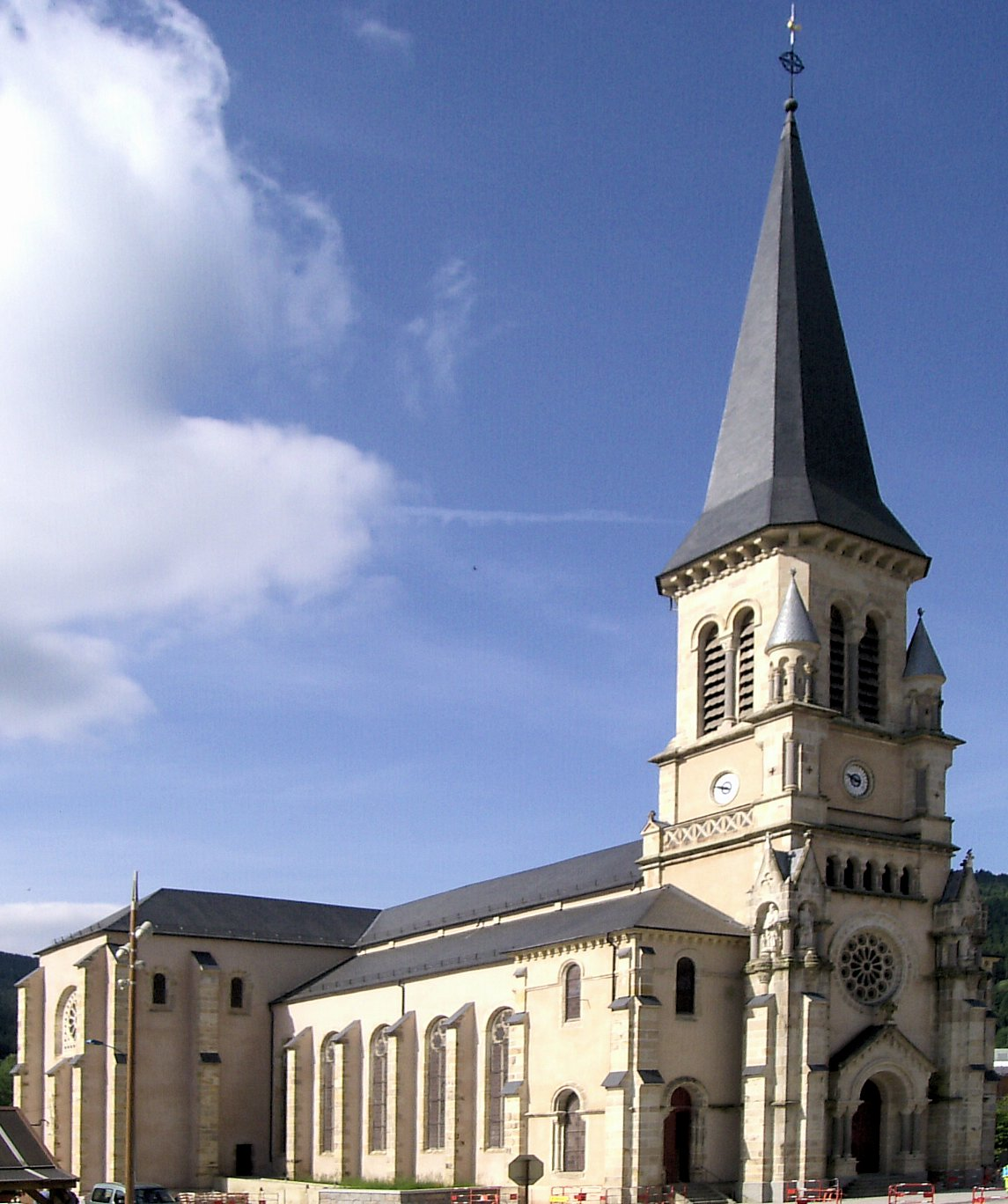
Kirche Saint-Prix
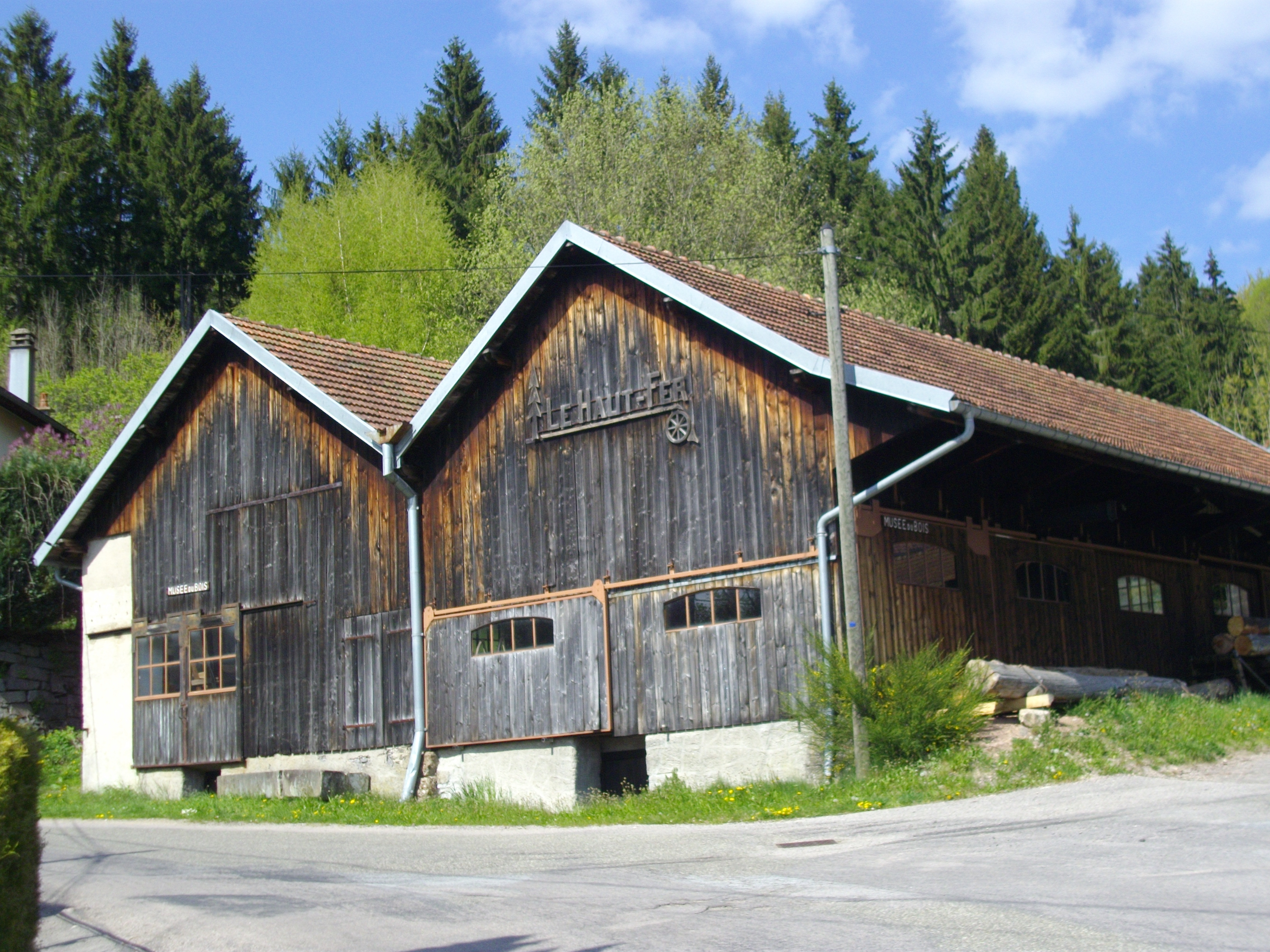
Holzmuseum in alter Sägerei

## Partnerschaften
Saulxures ist durch Partnerschaften verbunden mit Hamoir in der belgischen Provinz Lüttich und mit Wenigumstadt, heute Teil des Marktes Großostheim in Bayern.